# Braune Kuchen

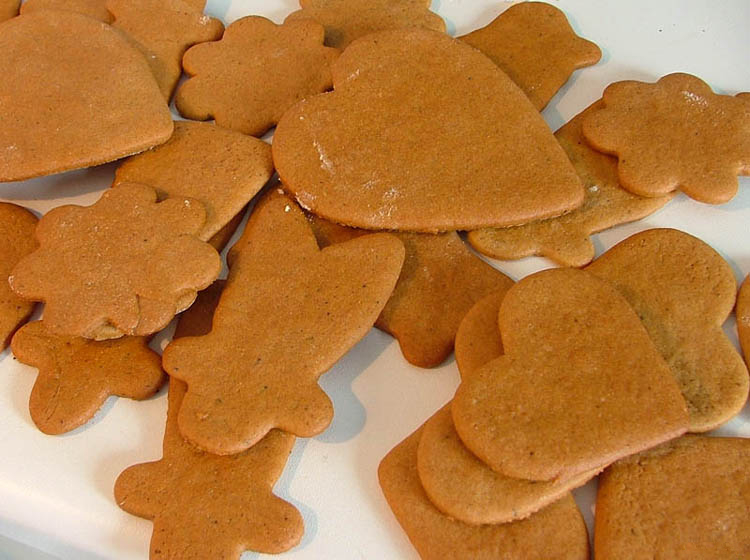
Braune Kuchen als Weihnachtsgebäck

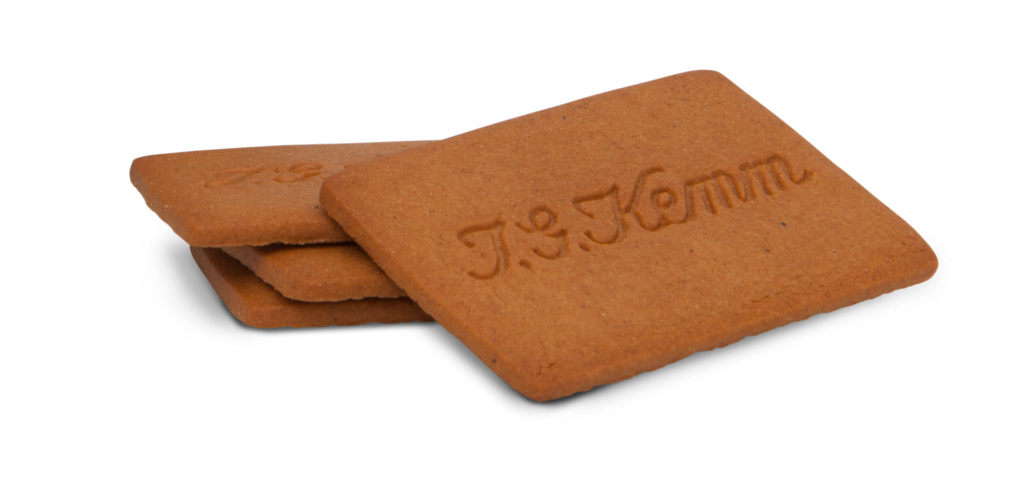
Kemm'sche Kuchen

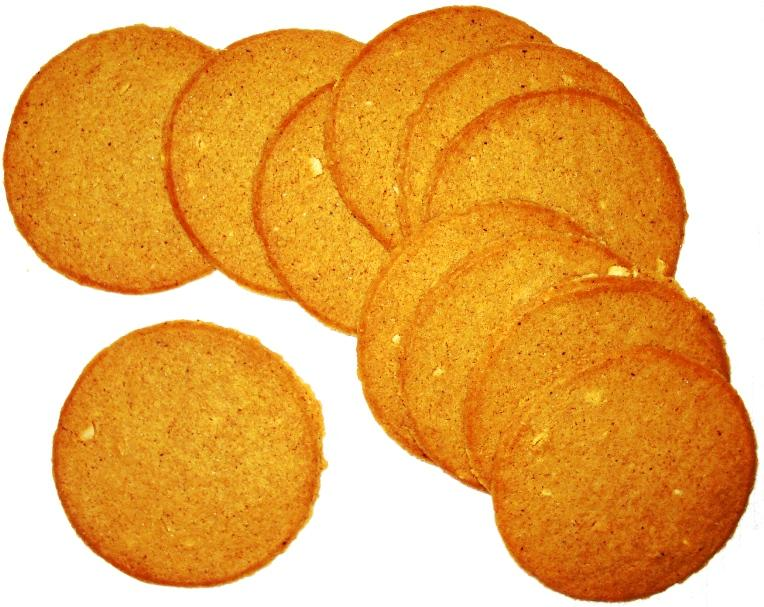
Helgoländer Nüsse

Braune Kuchen sind ein in Norddeutschland und Skandinavien beliebtes Kleingebäck, das sich wie andere Plätzchen in luftdicht schließenden Dosen gut aufbewahren lässt. Sie werden häufig aus einer Mischung von Weizen- und Roggenmehl mit Pottasche hergestellt und mit Honig, Sirup, Nelken, Zimt und Piment gewürzt. In ihrer runden Form werden sie Helgoländer Nüsse genannt.
Hamburgische braune Kuchen sind flache, rechteckige Kekse, die mit viel Rübensirup und Lebkuchengewürz kross gebacken werden. Unter dem Namen Kemm’sche Kuchen wurden sie 1782 vom Altonaer Bäcker Johann Georg Kemm entwickelt und bis 1995 in Hamburg produziert. Seit 2015 kommen die Kemm’schen Kuchen aus Burgdorf bei Hannover.
Wer die traditionellen Braunen Kuchen zu Hause selbst backen möchte, braucht etwas Geduld, da der Teig normalerweise drei bis vier Tage ruhen muss. Es gibt jedoch auch Rezeptvarianten, bei denen der Keksteig bereits nach einer Stunde Ruhezeit weiter verarbeitet werden kann.
Während in und um Hamburg das ganze Jahr über Braune Kuchen – zum Frühstück, zum Tee, pur oder mit Butter und auf Brötchen – gegessen sowie als Zutat von Bratensoßen verwendet werden, gelten sie in anderen Regionen Deutschlands vor allem als Weihnachtsgebäck.